# Шатов Олег Олександрович
Олег Олександрович Шатов (рос. Олег Александрович Шатов; нар. 29 липня 1990, Нижній Тагіл) — російський футболіст, півзахисник. По завершенні ігрової кар'єри — тренер.

## Клубна кар'єра
У дорослому футболі дебютував 2008 року виступами за команду клубу «Урал», в якій провів п'ять сезонів, взявши участь у 127 матчах чемпіонату. Більшість часу, проведеного у складі «Урала», був основним гравцем команди.
Своєю грою за цю команду привернув увагу представників тренерського штабу клубу «Анжі», до складу якого приєднався 2012 року. Відіграв за махачкалинську команду наступні два сезони своєї ігрової кар'єри. Граючи у складі «Анжі» також здебільшого виходив на поле в основному складі команди.
До складу санкт-петербурзького «Зеніта» приєднався 2013 року. У 2018 році на правах оренди виступав за «Краснодар».
29 липня 2020 року уклав дворічну угоду з «Рубін» .
У січні 2022 року повернувся до команди «Урал», де і завершив ігрову кар'єру в 2023 році, згодом після навчання отримав ліцензію тренера.

## Виступи за збірні
Протягом 2011—2013 років залучався до складу молодіжної збірної Росії. На молодіжному рівні зіграв у 20 офіційних матчах, забив 3 голи. Був учасником чемпіонату Європи 2013 року серед молодіжних команд.
2013 року дебютував в офіційних матчах у складі національної збірної Росії. Провів у формі головної команди країни 28 матчі, забивши 2 голи.

## Тренерська кар'єра
У 2024 році Шатов став помічником головного тренера клубу «Урал». З 6 листопада 2024 виконує обов'язки головного тренера.

## Титули і досягнення
- Чемпіон Росії (3):

«Зеніт»: 2014–15, 2018–19, 2019–20
- Володар Кубка Росії (2):

«Зеніт»: 2015–16, 2019–20
- Володар Суперкубка Росії (2):

«Зеніт»: 2015, 2016